# Municipio de Beaver (condado de Columbia)
El municipio de Beaver (en inglés: Beaver Township) es un municipio ubicado en el condado de Columbia en el estado estadounidense de Pensilvania. En el año 2000 tenía una población de 885 habitantes y una densidad poblacional de 9,6 personas por km².

## Geografía
El municipio de Beaver se encuentra ubicado en las coordenadas 41°00′01″N 76°13′59″O / 41.00028, -76.23306.

## Demografía
Según la Oficina del Censo en 2000 los ingresos medios por hogar en la localidad eran de $ 34 524 y los ingresos medios por familia eran de $39 231. Los hombres tenían unos ingresos medios de $30 227 frente a los $21 842 para las mujeres. La renta per cápita de la localidad era de $15 225. Alrededor del 7,5% de la población estaba por debajo del umbral de pobreza.